# Henri Häkkinen
Henri Häkkinen, född 16 juni 1980  i Joensuu, är en finländsk sportskytt.
Häkkinen blev olympisk bronsmedaljör i luftgevär vid sommarspelen 2008 i Peking.